# Concert du nouvel an 1954 à Vienne
Le concert du nouvel an 1954 de l'orchestre philharmonique de Vienne, qui a lieu le 1er janvier 1954, est le quatorzième concert du nouvel an donné au Musikverein, à Vienne, en Autriche. Il est dirigé pour douzième fois dont la septième consécutive par le chef d'orchestre autrichien Clemens Krauss qui fait sa dernière apparition au pupitre du Musikverein à l'occasion d'un concert du nouvel an.
Johann Strauss II y est toujours le compositeur principal, mais son frère Josef le talonne avec pour la première fois sept pièces, et leur père Johann clôt le concert avec sa célèbre Marche de Radetzky. 
Quatre pièces sur les seize au total sont jouées pour la première fois au concert du nouvel an. Par ailleurs, quatre œuvres, bissées par le public, sont interprétées deux fois de suite. 

## Programme

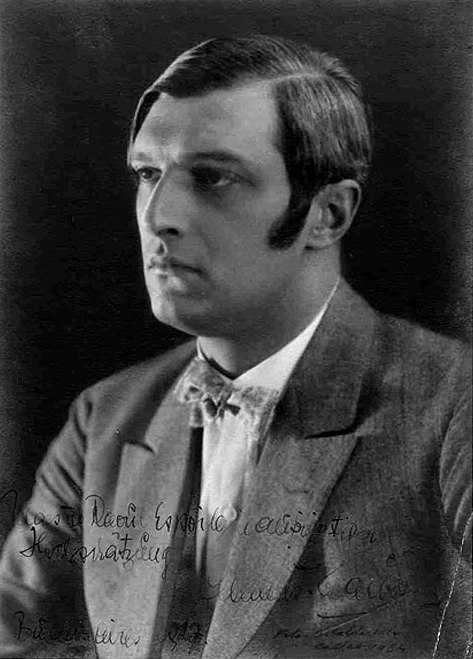
Le chef Clemens Krauss.

Les pièces suivies d'un astérisque (*) sont jouées pour la première fois.

### Première partie
1. Josef Strauss : Schwert und Leyer, valse, op. 71*
2. Josef Strauss : Rudolfsheimer-Polka, polka, op. 152*
3. Josef Strauss : Die Libelle, polka-mazurka, op. 204
4. Josef Strauss : Auf Ferienreisen, polka rapide, op. 133*[1]
5. Johann Strauss II : Bei uns z’Haus, valse pour chœur masculin et orchestre, op. 361
6. Johann Strauss II : Neue Pizzicato-Polka, polka, op. 449
7. Johann Strauss II : Éljen a Magyar!, polka rapide, op. 332[1]

### Deuxième partie
1. Josef Strauss : Sphärenklänge, valse, op. 235
2. Josef Strauss : Mailust, polka française, op. 182*
3. Josef Strauss : Plappermäulchen, polka rapide,op. 245[1]
4. Johann Strauss II : Im Krapfenwald’l, polka française, op. 336
5. Johann Strauss II : Voix du printemps, valse, op. 410
6. Johann Strauss II : Auf der Jagd, polka rapide, op. 373[1]
7. Johann Strauss II : Perpetuum mobile. Ein musikalischer Scherz, scherzo, op. 257

### Rappels
1. Johann Strauss II : Le Beau Danube bleu, valse, op. 314
2. Johann Strauss : Marche de Radetzky, marche, op. 228

Les compositeurs joués
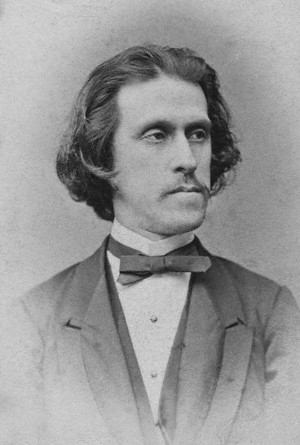
Josef Strauss
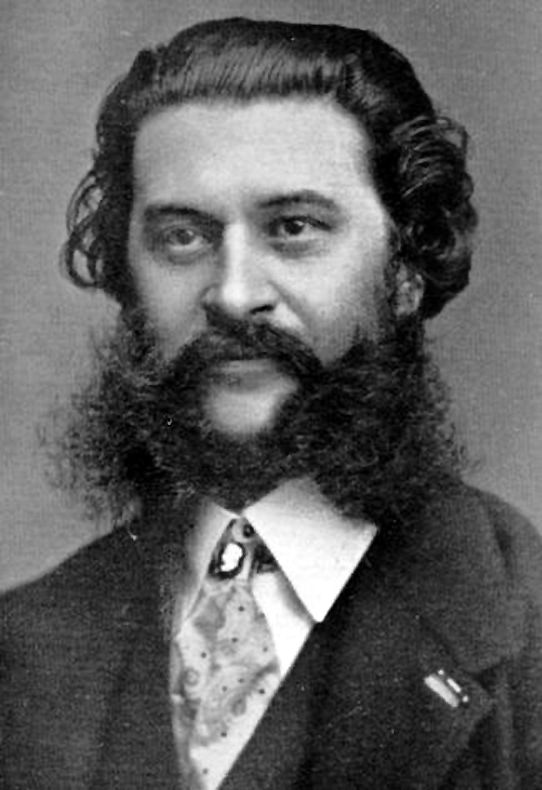
Johann Strauss (fils)
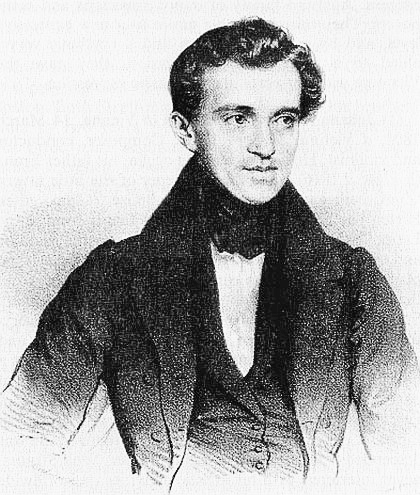
Johann Strauss (père)